# 达维德·桑顿
达维德·桑顿（義大利語：Davide Santon，1991年1月2日—），是一名已退役意大利足球運動員，司職後衛。曾入選意大利國家隊參與2009年度聯合會盃。

## 生平

### 國際米蘭
桑頓是國際米蘭青訓產品。司職右後衛，同時能兼任左路位置。並以左後衛的角色於球會出道，為球會連續14場出任正選左後衛。
2009年1月21日，在意大利杯對羅馬的比賽中，桑頓首次代表國際米蘭一線隊出場並獲得首發陣容，打足全場比賽。當場比賽國際米蘭以2-1勝出。其後2009年1月29日辛頓在意大利甲組足球聯賽中首次出場面對桑普多利亞，球隊當場以1-0獲勝。其後的兩場聯賽，桑頓都得到首發出場，並獲得主教練穆裡尼奧對其場上表演及戰術靈活性深深讚賞。
此外，桑頓亦有在歐洲賽場上陣。其中在2009年2月24日歐洲聯賽冠軍盃16強淘汰賽首回合對曼聯的比賽中，桑頓以正選身分出場，表現理想，顯示出老練的防守動作，使克里斯蒂亞諾·羅納爾多多次無功而還。
桑頓在2008-09年球季火速成為球星如雲的國際米蘭隊主力陣容中其中一員，並得到外界一片看好。穆裡尼奧曾經提出相信桑頓可以在未來10年至15年間成為新馬爾蒂尼。另外，納比也表示過「桑頓讓我想起了年輕時的馬爾蒂尼。」

### 切塞纳
接下來的賽季桑頓狀態有所下滑，並不時受傷患影響。而主教練穆裡尼奧出走皇馬也使桑頓被投置閒散。2011年1月31日，国际米兰宣布将桑頓外借至切塞纳半季，以作为日本球员长友佑都加盟国际米兰的交换。赛季结束后，桑顿回归国际米兰。

### 紐卡素
2011年8月30日，英超球會纽卡斯尔联宣布和桑顿签约5年，转会费为600万欧元。
2013年3月17日，桑顿對韋根攻入在纽卡斯尔联的第一個球。

### 國際米蘭
2015年2月2日，桑頓以租借方式返回國際米蘭。

## 外部連結
- Profile at the official Inter-homepage （页面存档备份，存于） （英文）
- 90后妖人-桑顿